# Gora Kyapaz
Gora Kyapaz (azerbajdzjanska: Kəpəz Dağı, armeniska: K’yap’az Lerr, Քյափազ Լեռ) är ett berg i Azerbajdzjan.   Det ligger i distriktet Xanlar Rayonu, i den västra delen av landet, 300 km väster om huvudstaden Baku. Toppen på Gora Kyapaz är 3 066 meter över havet, eller 655 meter över den omgivande terrängen. Bredden vid basen är 4,8 km.
Terrängen runt Gora Kyapaz är kuperad åt nordost, men åt sydväst är den bergig. Runt Gora Kyapaz är det ganska glesbefolkat, med 48 invånare per kvadratkilometer.. Närmaste större samhälle är Chaykend, 13,0 km norr om Gora Kyapaz. 
Trakten runt Gora Kyapaz består i huvudsak av gräsmarker.